# Reckoning (Grateful Dead)
Reckoning è un album dal vivo del gruppo rock statunitense Grateful Dead, pubblicato nel 1981. 

## Tracce
1. Dire Wolf – 3:20
2. The Race Is On – 2:58
3. Oh Babe, It Ain't No Lie – 6:28
4. It Must Have Been the Roses – 6:56
5. Dark Hollow – 3:49
6. China Doll – 5:22
7. Been All Around This World – 4:31
8. Monkey and the Engineer – 2:37
9. Jack-A-Roe – 4:05
10. Deep Elem Blues – 4:51
11. Cassidy – 4:38
12. To Lay Me Down – 8:59
13. Rosalie McFall – 2:54
14. On the Road Again – 3:15
15. Bird Song – 7:34
16. Ripple – 4:38

## Formazione
- Jerry Garcia - chitarra, voce
- Bob Weir - chitarra, voce
- Phil Lesh - basso
- Brent Mydland - tastiere, voce
- Mickey Hart - batteria
- Bill Kreutzmann - batteria